# Leonard Jones (cầu thủ bóng đá)
Leonard Jones là một cầu thủ bóng đá thi đấu ở vị trí tiền đạo ở Football League cho Burslem Port Vale in the early 1900s.

## Sự nghiệp thi đấu
Jones từng thi đấu cho Eastwood, trước khi gia nhập Burslem Port Vale vào tháng 4 năm 1901. Ông ghi bàn trong trận ra mắt trên sân Athletic Ground; chiến thắng 3-0 trước Leicester Fosse vào ngày 12 tháng 10 năm 1901. Ông có thêm 2 lần ra sân ở Second Division mùa giải 1901-02. Sau chỉ một trận ở mùa giải 1902-03 ông rời câu lạc bộ.

## Thống kê
Nguồn:
| Câu lạc bộ        | Mùa giải | Hạng đấu        | Giải quốc nội | Giải quốc nội | Cúp FA  | Cúp FA    | Khác    | Khác      | Tổng    | Tổng      |
| Câu lạc bộ        | Mùa giải | Hạng đấu        | Số trận       | Bàn thắng     | Số trận | Bàn thắng | Số trận | Bàn thắng | Số trận | Bàn thắng |
| ----------------- | -------- | --------------- | ------------- | ------------- | ------- | --------- | ------- | --------- | ------- | --------- |
| Burslem Port Vale | 1901-02  | Second Division | 3             | 1             | 0       | 0         | 0       | 0         | 3       | 1         |
| Burslem Port Vale | 1902-03  | Second Division | 1             | 0             | 0       | 0         | 0       | 0         | 1       | 0         |
| Burslem Port Vale | Tổng     | Tổng            | 4             | 1             | 0       | 0         | 0       | 0         | 4       | 1         |